# Иван Балев
Вижте пояснителната страница за други личности с името Иван Цветков.
Иван Цветков Балев (26 февруари 1900, Павел баня – 1 юни 1981) е български лекар и анархист.
Родителите му Рада и Цвятко Балеви се занимават със земеделие и овцевъдство. Като младеж се включва в анархистическото движение, което вече е пуснало корени в Казанлъшкия край. След завършване на гимназията Балев се записва в Учителския институт в Стара Загора. Изключват го заради анархистическите му убеждения. Учителства една година в с. Малево, Хасковско, после започва да следва медицина в София. След 2 години отива във Виена, където завършва образованието си. Дипломира се през 1928 г. и е назначен за участъков лекар в Павел баня.
Д-р Балев владее 5 езика – френски, немски, английски, испански и турски. Построява 3-етажна къща в Павел баня, която превръща в болница с рентген. На табелата на болницата пишело: „За бедни – прегледи безплатно“. Купува си мощен мотор, с който обикаля болните в района.
Благодарение на него в Павел баня се основава кооперация на розопроизводителите, която защитава интересите им. Построена е и първата розоварна. Д-р Балев е избиран 5 години за председател на кооперацията. През 1930 г. заминава за известно време в Париж като неин представител в Алианса на кооперациите. Специализира хирургия в Сорбоната, Париж и рентгенология и урология в Медицинската академия, София. Написва книгата „История на хирургията“. Във Франция Балев се среща с Нестор Махно. Кани го да дойде да живее в Павел баня. Махно отказва, защото България е приела хиляди белогвардейци.
В София засилва анархистичната си дейност. Чрез него анархистите имат влияние в Лекарския въздържателен съюз. По тяхна инициатива през 1936 г. се организира акция за подписване на апел от лекари и професори-медици против войната.
Доктор Балев е обаятелен лектор и оратор. Той увлича все повече лекари и студенти в София, все повече младежи и селяни в Казанлъшко. Грижи се за болните нелегални анархисти.
Арестуван е през 1939 година. За властта вече е неблагонадежден. Постоянно го мобилизират във военни поделения. През 1941 г. интернират цялото семейство в с. Бисерци, Кубратско. 9 септември 1944 г. го заварва мобилизиран в Беломорието.
Затова, когато е взето решението на комунистическата власт за пълно унищожаване на анархистичното движение в България, един от първите набелязани е той. Национализират къщата му в Павел баня. Скалъпват процес, в който той една от фигурите.
Доктор Балев изтърпява присъдата отначало в Богданов дол, след това в Белене, а след изтичане на осъдителния срок е въдворен пак в Белене. Здрав, работоспособен, дава морална опора на болни и здрави лагеристи. Извършвал е операции с подръчни средства – ножове и парцали на болни, обречени на смърт, грижи се за тях.
След освобождаването му от Белене през 1953 г., е изселен в Павел баня, без право да упражнява професията си. Започва да обработва земята, която имат. По-късно е въдворен, заедно със семейството си, в Шумен. Там ръководи урологичното отделение в болницата 24 години. През 1976 г. разрешават на д-р Балев да се върне в София, където умира на 1 юни 1981 г.